# 中川公園
中川公園（なかがわこうえん）は、東京都足立区中川五丁目にある東京都立の公園である。

## 概要
西側に環七通りが走るA地区と、東側に中川が流れるB地区に分かれ、中央に中川水再生センターを挟む形になっている。
また、A地区の地下に同センターの地下施設がある。A地区は9時〜16時30分以外の時間帯は閉鎖され、B地区は中川沿いの下水道用地の使用許可を受け、公園として暫定開放している。

## 主な施設
以下公式サイトによる。
- A地区
  - サービスセンター 各施設を管理運営する
    - 開所時間 8:30 - 17:30

  - かえでの散歩道
  - バラの小径

- A地区（中川水再生センター上部）
  - 自由広場
  - ちびっこ広場

- B地区
  - 果樹の森・四季の森
  - 運動広場
  - ふれあい広場
  - 多目的広場

## 近隣施設
- 足立区立大谷田小学校
- 大谷田温泉 明神の湯
- 葛西用水路（葛西親水緑道）

## アクセス
- JR常磐線亀有駅下車 徒歩13分（経路案内）
- 東武バス「大谷田陸橋」「大谷田」下車